# 幸山城
幸山城（こうざんじょう）は、岡山県総社市西郡にあった日本の城。城は山頂に福山城のある福山の北にせり出した標高164メートルの尾根上にある。眼下に山陽道を見下ろす要衝である。総社市指定史跡。

## 概要
延慶年間（1308年-1311年）前後に、庄資房によって築城されたらしい。資房は、元弘の変では北条仲時に従うも、安藤元理らと共に元弘3年（1334年）に近江の番場宿で討ち死にしたとある（『近江番場宿蓮華寺過去帳』）。
庄資氏が継いで在城したが、庄資政以降、応永年間（1394年-1428年）には、石川氏へと城主が替わった。石川氏は備中守護・細川氏の被官となり、備中南部で有力な勢力を形成している。 
戦国時代には備中の覇権は毛利氏と結んだ三村氏のものとなり、石川氏も三村氏の縁戚となってその一翼を担うようになる。
永禄10年（1567年）の明善寺合戦（三村氏と備前宇喜多氏との合戦）では、幸山城の石川久智は5000の兵を率いて三村氏一万余軍に参加するも、備中勢は総崩れとなり久智は戦傷が元で死去する。 
元亀2年（1571年）、尼子氏が備中に南下し幸山城にも攻め寄せた。このとき城主石川久智の子・久式は毛利勢として九州へ出陣しており、尼子氏に屈する。その後、毛利氏の援軍を得て幸山城を奪還するが、やがて毛利氏と三村氏が不仲となる（備中兵乱）。毛利氏が三村氏の松山城を囲むと、久式は義兄・三村元親を救援をするため、松山城へ援軍を送る。しかし、毛利氏は松山城を落とし元親は切腹、久式も自刃した。
その後、幸山城には清水宗治が入り、1575年（天正3年）から数年在城の後、備中高松城に居を移した。さらにその後は小早川隆景の持城となったが江戸時代初期には廃城となった。
城跡は1975年（昭和50年）年2月3日、総社市指定史跡に指定された。